# Servetta trace

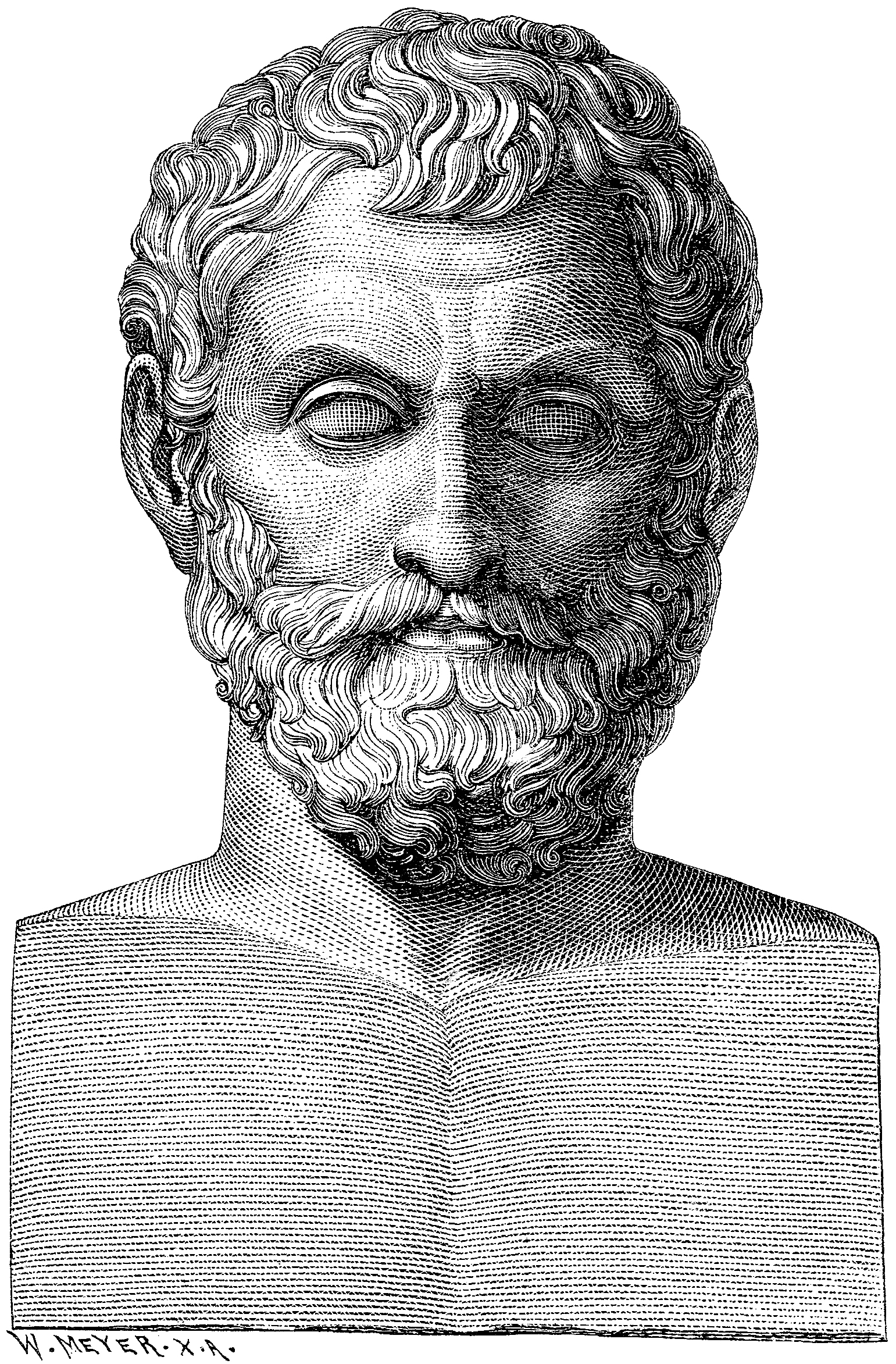
Talete

La servetta trace è una figura letteraria che ricorre in un celebre aneddoto sulla saggezza, riferito da Platone, vertente su un accadimento della vita di Talete. Attraverso l'aneddoto, la sconosciuta giovinetta, protagonista dell'episodio, diventa l'emblema dell'arguzia e dell'intelligenza che possono promanare dagli spiriti semplici, qualità che vengono messe a confronto con la problematicità delle menti assorte in speculazioni che spingono l'intelletto verso le alte vette del pensiero. Esso segna anche la nascita di uno stereotipo, quello dello scienziato distratto e fuori dalla realtà, assorbito dalle elucubrazioni e astrazioni della mente, una visione ricorrente nella cultura occidentale la cui origine quindi, risale proprio ai primordi del pensiero occidentale.
L'aneddoto ricorre anche in una favola di Esopo, ma riferito in generale a un sapiente; fu poi ripreso da Jean de La Fontaine (L'Astrologue qui se laisse tomber dans un puits) e trasformato in una critica degli astrologi.

## L'aneddoto di Platone

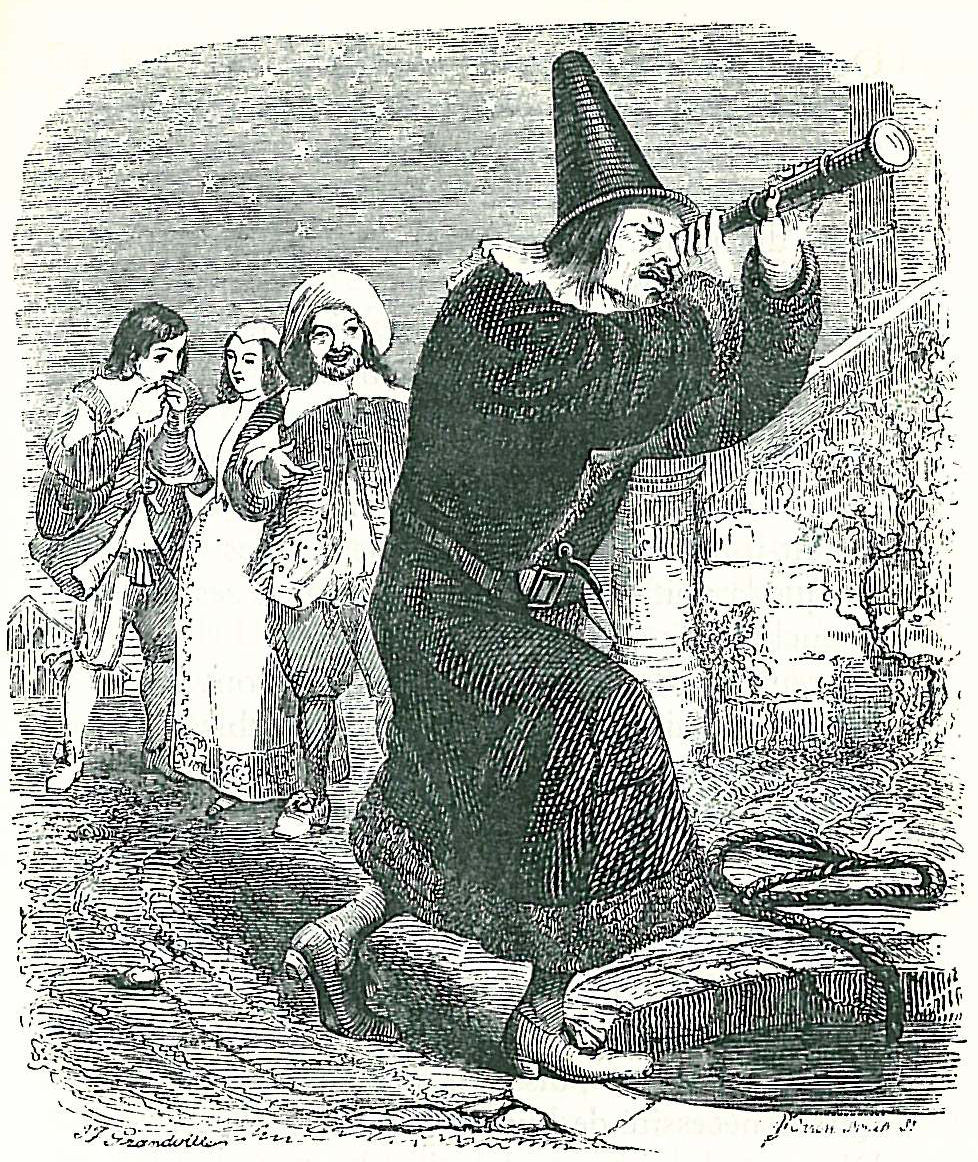
L'astronomo mentre sta per cadere nel pozzo.

La menzione della servetta di Tracia ricorre nel dialogo Teeteto di Platone:
(Platone, Teeteto, 174 a-174 c)
A una prima lettura, l'aneddoto, oltre a testimoniare gli interessi astronomici di Talete, mostra la considerazione nella quale, universalmente e in ogni tempo, è tenuto il filosofo e in generale lo studioso, concentrato nelle proprie riflessioni o contemplazioni, percepito come lontano dalle cose terrene, e inadeguato alla quotidianità della vita, secondo il noto archetipo del «professore distratto». Si tratta di uno stereotipo radicato nelle varie epoche nella percezione culturale dell'Occidente ed è significativo, come fa notare Gabriele Lolli, che questa "sonora, cristallina risata di scherno nei confronti della scienza" e dei suoi protagonisti esploda dalla bocca della giovanetta in un'epoca collocata proprio alle scaturigini del pensiero occidentale.  
(Gabriele Lolli, Il riso di Talete)
Ma l'aneddoto contiene molto di più. Per Platone «filosofo è colui che volge l'anima dal mondo del divenire a quello della verità e dell'essere», due mondi opposti, essendo il primo il mondo dell'opinione, il secondo quello dell'intellezione. Così Talete volge gli occhi al cielo poiché lì risiedono le verità eterne, mentre in terra si manifestano le apparenze delle cose.  

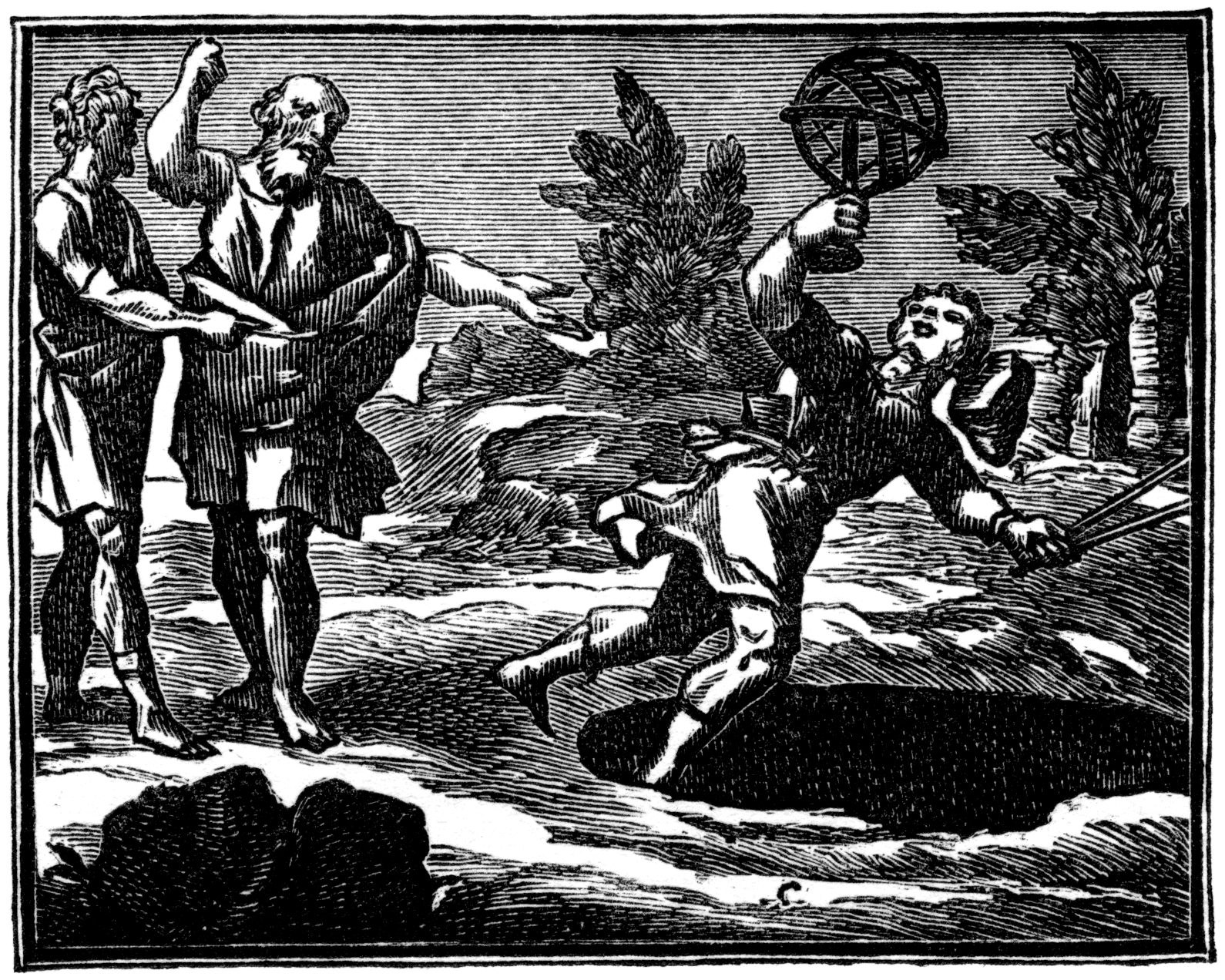
Incisione seicentesca di François Chauveau, dalla favola di La Fontaine

Viene così teorizzata l'esistenza di una realtà "alta" nella quale è assorto il pensiero del filosofo, contrapposta alla realtà "bassa" nel quale resta il suo corpo che v'inciampa e cade, perché di questa realtà non si cura, avendo per lui poco o nessun valore. E il filosofo di Platone non si cura nemmeno, o guarda con sufficienza e irride a sua volta l'irrisione della servetta, ossia della gente comune che fa parte di questa realtà "bassa" alla quale, al contrario di lui, essa è unicamente attenta, senza comprendere l'importanza della speculazione filosofica e la banalità della comune opinione.
Questa è la posizione di Platone. D'altra parte, un antimetafisico potrebbe deridere a buon motivo gli sforzi compiuti da un filosofo metafisico per giungere a verità inesistenti. È quanto rileva Hans Blumenberg, analizzando l'utilizzazione che l'aneddoto ha avuto in altri e diversi autori, notando come la figura della servetta si trasformi in quella di un sapiente egiziano quando si tratta di confutare filosoficamente le pretese della filosofia, mentre si muta in una vecchia maligna quando si vuole invece sottolineare «l'ottusità di coloro che irridono alla filosofia».
Malgrado l'opposta evidenza, secondo Blumenberg il sesso dell'interlocutore di Talete non avrebbe alcuna importanza nell'aneddoto di Platone. Resta il fatto che il personaggio è una donna, schiava e barbara di quella terra di Tracia che, nota lo stesso Blumenberg, per un greco è la terra «di dèi estranei, femminili, notturni, ctoni».

## Le interpretazioni di Heidegger e Gadamer

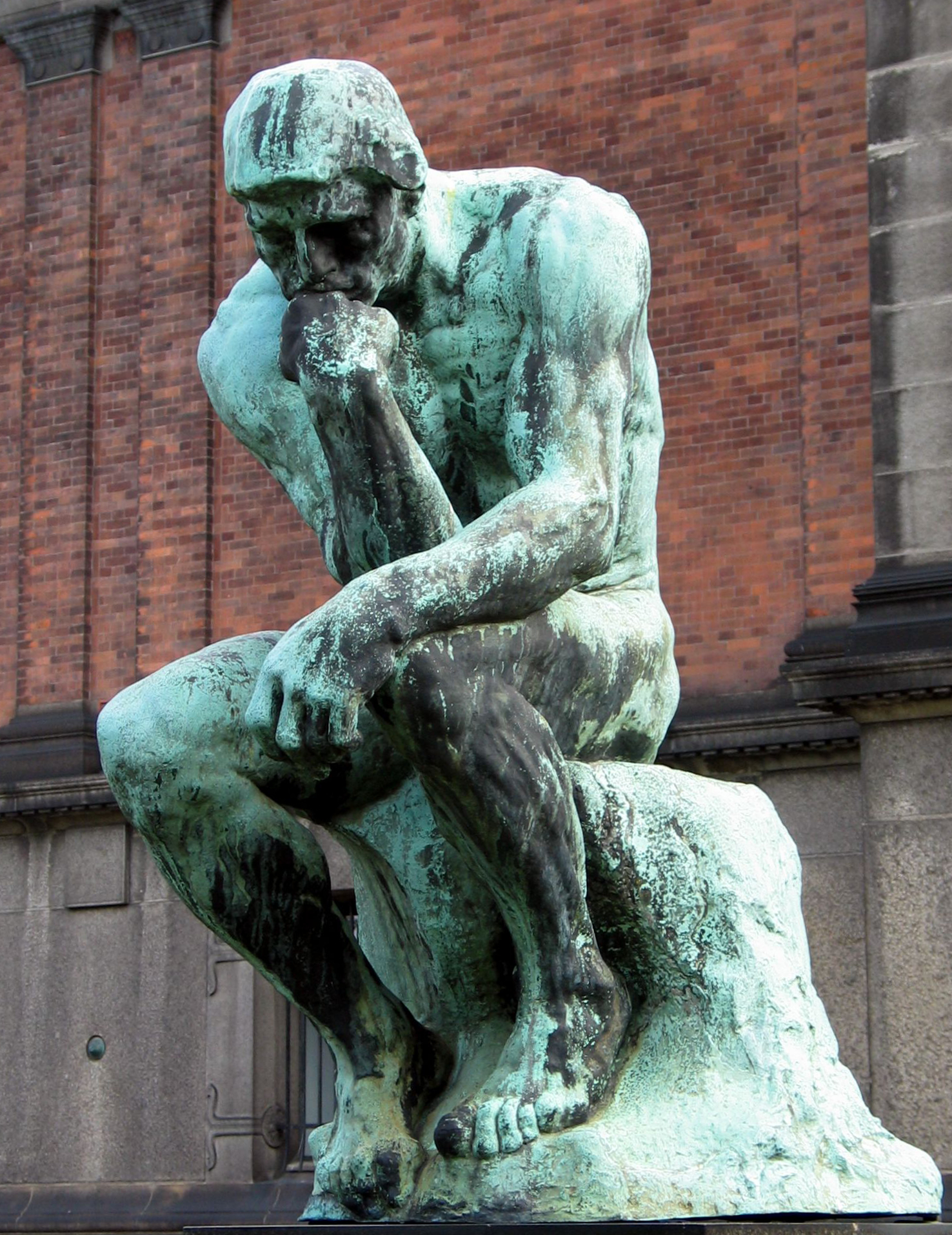
Auguste Rodin, Il pensatore. L'aneddoto della servetta, per Heidegger, era rivelatore della natura della speculazione ontologica.

Questo aneddoto, che Platone aveva esteso ai filosofi, viene riconsiderato da Martin Heidegger come esemplare per definire la precipua natura della filosofia, scienza ontologica, che rivolge la propria ricerca a oggetti non svelati, differenziandosi proprio in questo delle scienze ontiche, il cui oggetto può dirsi svelato già prima dell'indagine.
Nell'interpretazione che Hans Georg Gadamer dà di questo episodio, il pozzo è visto come uno strumento di osservazione astronomica, una sorta di cannocchiale "greco", un luogo al riparo da riverberi e disturbi atmosferici, da dove poter meglio osservare gli astri celesti e le loro orbite, ma diviene anche il simbolo dell'«audacia teoretica - [di chi] si serve di un tale scomodo azzardo - come quello di calarsi in un pozzo - per poi rimettersi all'aiuto di qualcun altro per riuscirne.»

## Aneddoto dei frantoi di Talete
La derisione della "servetta trace" origina dalla percezione dell'inadeguatezza del sapiente rispetto alle necessità e ai bisogni della vita comune. Un altro aneddoto, l'episodio dei frantoi, riportato da Aristotele, si occupa proprio di smentire questa inadeguatezza per mostrare come essa sia solo il frutto del disinteresse del filosofo per quella che Aristotele chiama la crematistica, ovvero la ricerca dell'arricchimento personale: questo mette in evidenza il fine della filosofia, intesa non come ricerca del proprio vantaggio, ma ricerca libera e disinteressata.